# Escuinapa
Escuinapa è un comune dello stato di Sinaloa, Messico.